# Сент-Джон (Віргінські острови)
Сент-Джон (англ. Saint John, дан. Sankt Jan) — острів у Карибському морі, частина Американських Віргінських островів. Є найменшим і найбагатшим з островів території. Знаходиться за 6,4 км від Сент-Томаса, головного острова території, а також в 6,4 км від Тортоли, частини Британських Віргінських островів. Площа Сент-Джона 50,79 км²; населення за переписом 2010 року — 4170 чоловік. Найбільший населений пункт на острові — Круз-Бей, де проживає 2706 людини.
На острові немає аеропорту, до нього можна дістатися тільки по морю. Існує регулярне поромне сполучення з Сент-Томасом і Британськими Віргінськими островами. Завдяки своїй віддаленості і неосвоєності острів часто привертає знаменитостей.

## Історія
Острів вперше був заселений араваками, які прибули морем з території сучасних Колумбії і Венесуели близько 300 року н. е. До XIV століття їх витіснили більш агресивні кариби. Острів, як і інші Віргінські острови, був відкритий Колумбом під час другої подорожі в Америку в 1493 році. Перші європейські поселення на острові належали Данській Вест-Індській компанії, до того острів використовували пірати. В 1718 році датчани заснували на Сент-Джоні форт поряд з Корал-Бей, руїни якого можна побачити до сих пір. Компанія дала острову назву Sankt Jan, створила цукрові плантації і почала масове завезення рабів з Африки. У другій половині XIX століття загострилася конкуренція з плантаціями в США, а після того, як Данія скасувала рабство, острови поступово прийшли в занепад. Разом з сусідніми островами, Сент-Джон був придбаний США в 1917 році, в 1956 році був створений національний парк. Під захистом парку знаходиться 75 % території острова, на ній заборонено комерційне будівництво, за винятком курорту Каніл-Бей.

## Адміністративний поділ

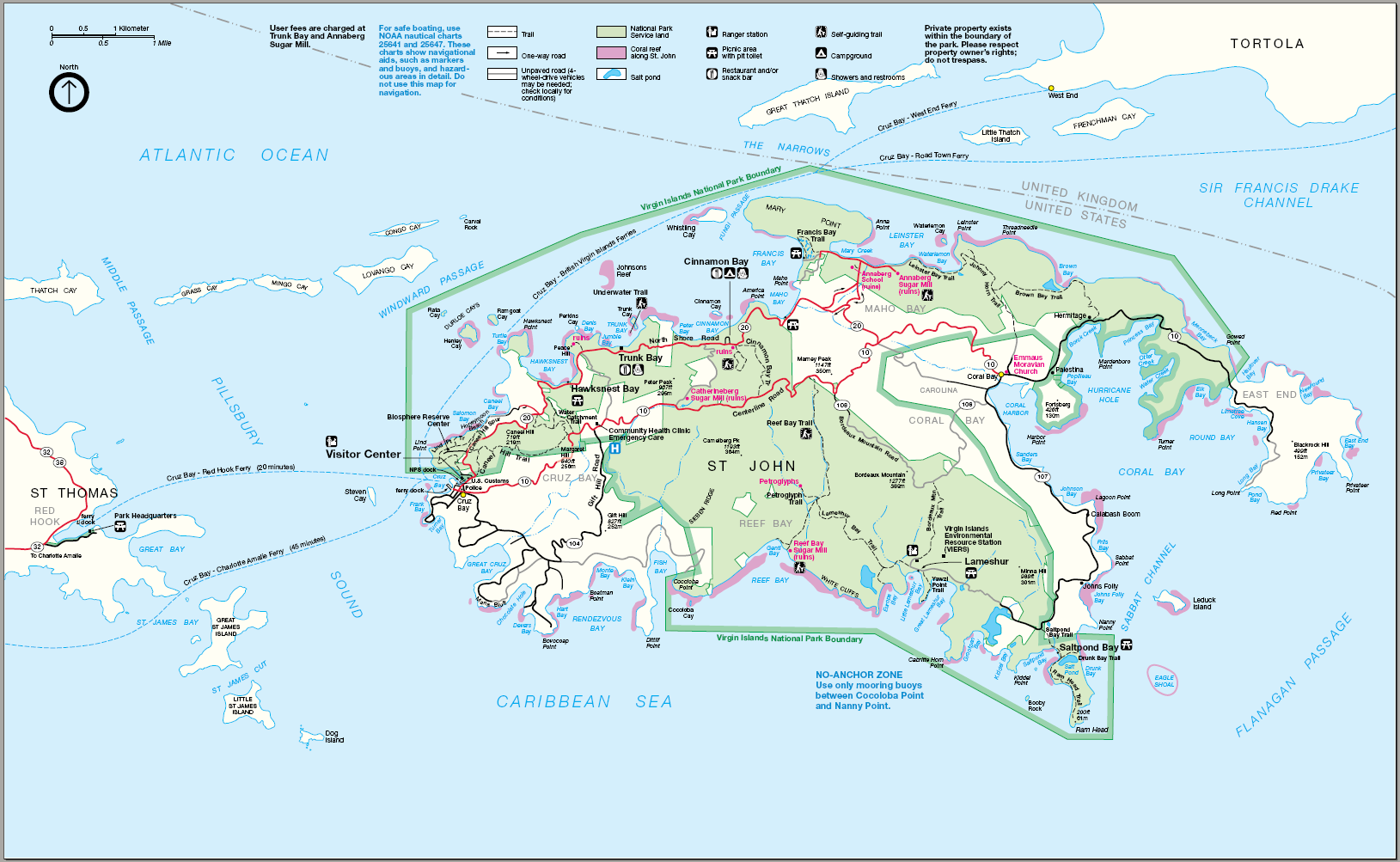
Мапа острова

Сент-Джон складається з наступних районів (в дужках населення на 2010 рік):
1. Круз-Бей (2706)
2. Сентрал (779)
3. Корал-Бей (634)
4. Іст-Енд (51)

## Пам'ятки
- Історичний музей і бібліотека[4]
- Руїни плантації Аннаберг[5]
- Петрогліфи араваків біля стежки Риф-Бей в парку[6]
- Археологічні розкопки в Синнамон-Бей, відкриті для туристів[6]
- Туристичні стежки навколо острова[7]